# Shadowtime
Shadowtime un singolo del gruppo musicale inglese Siouxsie and the Banshees, pubblicato il 5 luglio 1991 come secondo estratto dall'album Superstition.

## Il disco
La canzone è un tempo veloce orientata verso il pop che ha ricevuto una moderata rotazione sulle radio americane di alternative rock nel 1991. Shadowtime è stata leggermente remixata per il singolo, dandogli un suono più pieno, sintetizzato e aggiungendo un po' cori di Siouxsie Sioux.
Severin ha detto che Shadowtime è una sorta di omaggio a For Your Pleasure dei Roxy Music.
Shadowtime ha raggiunto il nº 57 della classifica britannica. Negli Stati Uniti ha trascorso sei settimane nella Alternative Airplay, piazzandosi al nº 13 nella settimana del 12 ottobre 1991.

## Tracce
Testi di Severin, musiche di Siouxsie and the Banshees tranne ove indicato.

### 7"
Lato A
1. Shadowtime

Lato B
1. Spiral Twist (testo: Budgie)

### 12" (Eclipse Mix)
Lato A
1. Shadowtime (Eclipse Mix) - 7:04

Lato B
1. Spiral Twist - 3:57
2. Sea of Light - 4:33

### CD
1. Shadowtime - 4:22
2. Shadowtime (Eclipse Mix) - 7:06
3. Spiral Twist - 3:58
4. Sea of Light - 4:35

### Musicassetta
Lato A e lato B
1. Shadowtime
2. Spiral Twist

## Formazione
- Siouxsie Sioux – voce
- Jon Klein – chitarre
- Steven Severin – tastiere, basso
- Martin McCarrick – tastiere
- Budgie – batteria, TR808, percussioni

## Classifiche
| Classifica (1991)         | Posizione massima |
| ------------------------- | ----------------- |
| Regno Unito               | 57                |
| Stati Uniti (alternative) | 13                |